# Xã Dewey, Quận LaPorte, Indiana
Xã Dewey (tiếng Anh: Dewey Township) là một xã thuộc quận LaPorte, tiểu bang Indiana, Hoa Kỳ. Năm 2010, dân số của xã này là 935 người.